# Richard Bauckham
Richard John Bauckham (Londres, 22 de setembre de 1946) és un especialista del Nou Testament, professor émérite a la universitat de St Andrews a Escòcia. Les seves publicacions majors tenen per tema la teologia, la eschatologie, els problemes relatius a la composició dels Evangelis. És membre de la British Academy.

## Treballs

### Estudis sobre elNou Testament
La seva labor més coneguda és segurament Jesus and the Eyewitnesses: The Gospels as Eyewitness Testimony, aparegut l'any 2006. Bauckham hi defensa la tesi segons la qual els Evangelis permeten d'establir un enllaç estret i generalment fiable amb els testimoniatges dels protagonistes històrics havent-hi viscut la predicació de Jésus.
Bauckham defensa més particularment la idea que els evangelis canoniques han #estar escrits a marxar de testimoniatges visuals venint de testimonis directes de la vida i de la predicació de Jésus de Natzaret.
L'argumentació desenvolupada va en contra de l'opinió majoritària segons la qual els escrits haurien #estar modificats per decennis de transmissió oral a contextos divers.
La tesi de Bauckham s'inscriu a un context de tramesa en causa de les datacions tardanes dels evangelis segons les quals aquests textos haurien escrits després de la mort dels apòstols, per un conjunt d'autors anonymes vivint al si de les primeres comunitats cristianes. Es pot evocar per exemple Larry W. Hurtado on Martin Hengel qui han buscat posar en parla la tesi d'una redacció anonyme i tardana dels evangelis.

### Teologia i treballs sobre l'ecologia
Bauckham s'ha interessat al pensament del théologien Jürgen Moltmann, a la christologie en relació amb la feina del terme « Senyor » pels deixebles jueus de Jésus de Natzaret i al tractament de l'ecologia a la Bible.

## Labors principals
- Jesus: A Very Short Introduction (Oxford University Press, 2011)
- The Gospel of John and Christian Theology, ed. with Carl Mosser (Eerdmans, 2007)
- The Testimony of the Beloved Disciple: Narrativa, History, and Theology in the Gospel of John (Baker Academic, 2007)
- Jesus and the Eyewitnesses: The Gospel As Eyewitness Testimony (Eerdmans, 2006)
- Bible and Mission: Christian Witness in ha Postmodern World (Baker Academic, 2004)
- God and the Crisis of Freedom: Biblical and Contemporary Perspectives (Westminster John Knox, 2002)
- God Will Be All in All: The Eschatology of Jürgen Moltmann (Fortress, 2001)
- The Climax of Prophecy: Studies of the Book of Revelation (T&T Clark, 1999)
- God Crucified: Monotheism and Christology in the New Testament (Eerdmans, 1999)
- The Gospels for All Christians: Rethinking the Gospel Audiences (Eerdmans, 1997)
- The Theology of Jürgen Moltmann (T&T Clark, 1995)
- The Book of Acts in Its Palestinian Setting (Eerdmans, 1995)
- The Theology of the Book of Revelation (Cambridge, 1993)
  - Traducció francesa (Alain-Marie de Lassus, f.j.), La teologia de la Apocalypse, París, Cerf, 2006.
- 2 Peter, Jude. Word Biblical Commentary (Thomas Nelson, 1983)

## Distincions
- Membre de la British Academy
- Membre de la Royal Society of Edinburgh
- Condecora Burkitt (2008)

## Reconeixements
- 2007: Christianity Today: Book Award in Biblical Studies per Jesus and the Eyewitnesses: The Gospels as Eyewitness Testimony.
- 2009: Michael Ramsey Prize per Jesus and the Eyewitnesses: The Gospels as Eyewitness Testimony.
- 2010: Franz-Delitzsch-Award per The Jewish World around the New Testament.